# Saltos del Guairá
Els Saltos del Guairá (en portuguès Salto de Sete Quedas que es tradueix al català com a Salt de les set cascades) o Salto Guaíra, va ser la major cascada d'aigua del riu Paraná fins a la seva desaparició el 1982 amb la construcció de la represa hidroelèctrica de Itaipú. No obstant això, a vegades s'aconsegueixen veure una part de les cascades. Rep el nom de l'antiga regió situada a l'est del riu Paraná (avui estat de Paraná) anomenada Guayrá (o Guaíra).
Amb un volum de 49.000 m³/s, aquestes cascades eren les majors del món; les 18 caigudes que sumaven aquests salts transportaven el doble de volum d'aigua que les Cascades del Niàgara o dotze vegades més que les Cascades Victòria. La remor de l'aigua es podia escoltar des de 30 km de distància. Les cascades es formaven en un punt on el riu Paraná era encaixat per un estret canó, aigües avall de la serra d'Iguatemy que és un branca oriental de la Serra de Maracayú; el riu es feia més estret i passava d'un ample d'uns 381 metres a, amb prou feines, 61 metres. Aquest conjunt constava d'un total de 18 cascades; les set majors li donaven el seu nom portuguès. A més, hi havia centenars de salts menors. La major de les cascades tenia una altura de 40 m.
Per als vaixells que remuntaven el riu Paraná des dels ports del sud o des de l'oceà Atlàntic, els Saltos del Guairá eren el límit nord en la seva navegació.